# Dara iz Jasenovca
Pour plus de détails, voir Fiche technique et Distribution.
Dara iz Jasenovca (Дара из Јасеновца) est un film serbe réalisé par Predrag Antonijević, sorti en 2020.
Le film a pour sujet les crimes commis entre 1941 et 1945 dans le camp de concentration de Jasenovac, notamment par les Oustachis.

## Synopsis
Après l'offensive de Kozara menée par l'Axe, la majorité de la population serbe locale se retrouve dans les camps de concentration croates d'Oustachi.
Sans aucune information sur l'endroit où se trouve son père, Dara, 10 ans, sa mère et ses deux frères sont transportés au camp de concentration de Jasenovac en train.
Dara est séparée de sa famille et envoyée dans un camp spécial pour enfants avec son frère Budo, âgé de deux ans. Sa mère et son frère aîné sont tués par des Oustachi. Dara se fait une mission et un objectif personnels d'assurer la survie de son jeune frère.
Dans un endroit non divulgué à proximité, le père de Dara, Mile, est chargé d'enlever et d'éliminer les cadavres. Il est dévasté quand il découvre que sa propre femme et son fils sont parmi les morts. Il entend également des rumeurs selon lesquelles Dara est toujours en vie quelque part dans le complexe de Jasenovac.
Dara observe la cruauté des officiers du camp et est choquée par la violence. Un soir, les gardes conçoivent un jeu de chaises musicales pour divertir les officiers nazis allemands en visite. Le perdant de chaque tour est ouvert ou matraqué par un marteau. Avec l'aide d'une prisonnière juive, Blankica, Dara trace une voie pour s'échapper.

## Fiche technique
- Titre : Dara iz Jasenovca
- Titre original : Дара из Јасеновца
- Réalisation : Predrag Antonijević
- Scénario : Nataša Drakulić
- Direction artistique : Predrag Petrović
- Costumes : Ivanka Krstović
- Photographie : Miloš Kodemo
- Montage : Filip Dedić
- Musique : Roman Goršek et Aleksandra Kovač
- Pays d'origine : Serbie
- Format : Couleurs - 35 mm - 2,35:1 - Dolby Digital
- Genre : drame, guerre, historique
- Durée : 130 minutes
- Date de sortie :
  - Serbie  : 25 novembre 2020

## Distribution
- Biljana Čekić : Dara
- Vuk Kostić (en) : Miroslav Filipović
- Marko Janketić : Vjekoslav Luburić
- Igor Djordjević : Ante Vrban
- Radoslav Milenković (en) : homme
- Nataša Ninković : Radojka
- Bojan Žirović (en) : Jasa
- Nikolina Jelisavac : Mileva
- Alisa Radaković : Nada Šakić
- Jelena Grujičić : Blankica
- Sanja Moravčić : Diana Budisavljević

## Réception
Le 22 février 2021, France Culture a consacré au film un article intitulé Un film qui attise la polémique dans les pays de l'ex-Yougoslavie, partiellement repris de la revue de presse parue le 6 février 2021,.
Les deux articles font largement écho aux critiques formulées dans le magazine en ligne américain Variety à l'encontre du film, et par le journaliste Robert Abele dans le Los Angeles Times, dans un article publié la veille de la première américaine du film.
Les deux articles critiquent tant le film lui-même et les scènes de sadisme mettant en scène les bourreaux oustachi du camp que son intention. Pour le premier, le réalisateur poursuit un but politique et Dara de Jasenovac n'est qu'un « film de propagande déguisée », rapporte France Culture. Abele critique lui aussi l'emploi de « stéréotypes de soldats cruels, de méchantes religieuses et des figures maternelles à la fois protectrices et suspectes » et reproche notamment au réalisateur Predrag Antonijević « de vouloir faire accroire que les enfants avaient leur propre camp ».  En réponse à ces propos, Antonijevic a fait état de son intention de poursuivre le Los Angeles Times en justice pour négationnisme.